# Une si ravissante voleuse
Pour plus de détails, voir Fiche technique et Distribution.
Une si ravissante voleuse (Perilous) est un téléfilm américain réalisé par James Bruce et diffusé en 2000.

## Synopsis
Dans Saint-Pétersbourg peu connu, sortir sans garde du corps peut-être l'occasion de se trouver mêlé à des intrigues surprenantes entre mafia et pouvoir, et de faire la rencontre de personnes très séduisantes.

## Fiche technique
- Scénario : Harvey Keith
- Production : Anita Gershman
- Musique : Ross Vannelli
- Photographie : Raphael Smadja
- Durée : 120 min | Brésil : 95 min
- Pays :  États-Unis
- Langues : anglais, russe
- Couleur
- Son : Dolby

## Distribution
- Bruce Boxleitner : Juddson Ross
- Catherine Oxenberg : Sasha
- James Hicks : Artiom
- Dainius Kazlauskas : Nicky
- Vidas Petkevicius : Vladimir
- Saulis Siparis : Pavlik